# Кононово-Ивасев
Кононово-Ивасев (укр. Кононове-Івасів) — посёлок в Звенигородском районе Черкасской области Украины.
Население по переписи 2001 года составляло 142 человека. Почтовый индекс — 20214. Телефонный код — 4740.

## Местный совет
20214, Черкасская обл., Звенигородский р-н, с. Шевченково